# Neil Ross
Neil Ross (Londra, 31 dicembre 1944) è un doppiatore statunitense.
È cresciuto in Canada e all'età di 12 anni si trasferisce negli USA.
Vive a Los Angeles con la moglie e la figlia.

## Doppiaggio (parziale)
- Fievel sbarca in America (1986)
- Rambo, serie animata (1986)
- Little Dracula, serie animata (1991)
- The Curse of Monkey Island , videogioco della Lucas Arts - Il teschio "Murray" (1997)
- Mignolo e Prof. (1 episodio, 1998)
- Metal Gear Solid 3: Snake Eater (Volgin)
- Pianeta rosso (2000)
- Outback (The Outback), regia di Kyung Ho Lee (2012)